# Chalogaster spatulata
Chalogaster spatulata är en getingart som beskrevs av Carpenter och Starr 2000. Chalogaster spatulata ingår i släktet Chalogaster och familjen getingar. Inga underarter finns listade i Catalogue of Life.